# 8875 Fernie
8875 Fernie è un asteroide della fascia principale. Scoperto nel 1992, presenta un'orbita caratterizzata da un semiasse maggiore pari a 2,3014236 UA e da un'eccentricità di 0,2485380, inclinata di 3,97822° rispetto all'eclittica.